# Jehlové ložisko

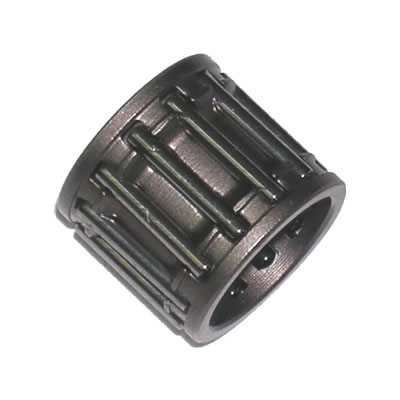
Jehlová klec

Jehlové radiální ložisko je speciální druh válečkového ložiska. Průměr jeho valivých elementů-válečků je však zmenšen na 1-4mm, takže se jim říká jehly. Jehlové radiální ložisko umožňuje přenášet pouze radiální sílu.

## Díly ložiska

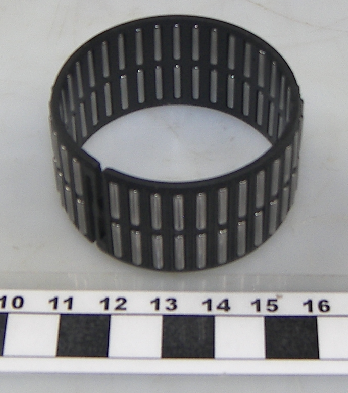
Dvouřadá jehlová klec

Jehlové ložisko se, jako každé valivé ložisko, principiálně skládá z:
- Vnitřního kroužku, který se zpravidla nasazuje na hřídel.
- Valivých elementů-jehel.
- Klece, jejímž úkolem je držet jehly od sebe a zabránit jejich vzájemnému tření. Klec může být různého provedení, vyskytují se i plastové.
- Vnějšího kroužku, který se zpravidla vsouvá do skříně převodovky.

Jehlová ložiska jsou ovšem specifická v tom, že se v drtivé většině vyskytují v provedení, které postrádá jednu nebo více těchto částí-i když úplná jehlová ložiska existují také. 

### Časté provedení
- Jehlová ložiska s lisovaným pouzdrem – pouzdrem se myslí vnější kroužek, zhotovený z plechu. Vnitřní kroužek v tomto případě neexistuje a jehly běží přímo na hřídeli, jehož povrch musí být k tomuto účelu uzpůsoben.
- Jehlové klece - Pouze klec s jehlami, bez vnitřního ani vnějšího kroužku. Jehly přímo běží na hřídeli a v díře. Konstrukce ložiska zabraňuje vypadnutí jehel z klece, takže s ložiskem může být pohodlně nakládáno.
- Samostatné jehly - podobné jako předchozí případ, ale bez klece. Díky absenci klece je toto řešení únosnější, ale jehly se o sebe vzájemně třou, což v praxi vede k omezení maximálních přípustných otáček. Zásadní nevýhodou tohoto řešení je též mimořádně pracná montáž a riziko nepozorovaného vypadnutí jehly během montáže, což může vést ke katastrofální destrukci převodovky, pokud by se tato jehla dostala do záběru ozubených kol.

## Mazání jehlových ložisek
Jako všechna valivá ložiska, pro jejich provoz je nutné je mazat. V převodovkách se toto provádí olejem.

## Životnost ložisek
Životnost každého ložiska je omezená. Je úkolem konstruktéra vybrat takové ložisko, které vydrží požadovanou zátěž po požadovanou dobu životnosti zařízení.
Ložisko na konci své životnosti se často prozrazuje hučením.

## Výhody jehlových ložisek
- Schopnost přenášet veliké radiální síly.
- Malé rozměry a hmotnost.
- Montáž do převodovky nevyžaduje speciální postup.
- Existence utěsněných variant.

## Nevýhody jehlových ložisek
- Nemůže přenášet axiální síly.
- U variant bez jednoho nebo obou kroužků je nutno velmi pečlivě upravit oběžné dráhy jehel. Tyto díly musí být vyrobeny mimořádně přesně, s malou drsností, musí být kaleny a cementovány, což je finančně náročné.
- Veliká citlivost vůči naklopení hřídele.

## Axiální jehlové ložisko

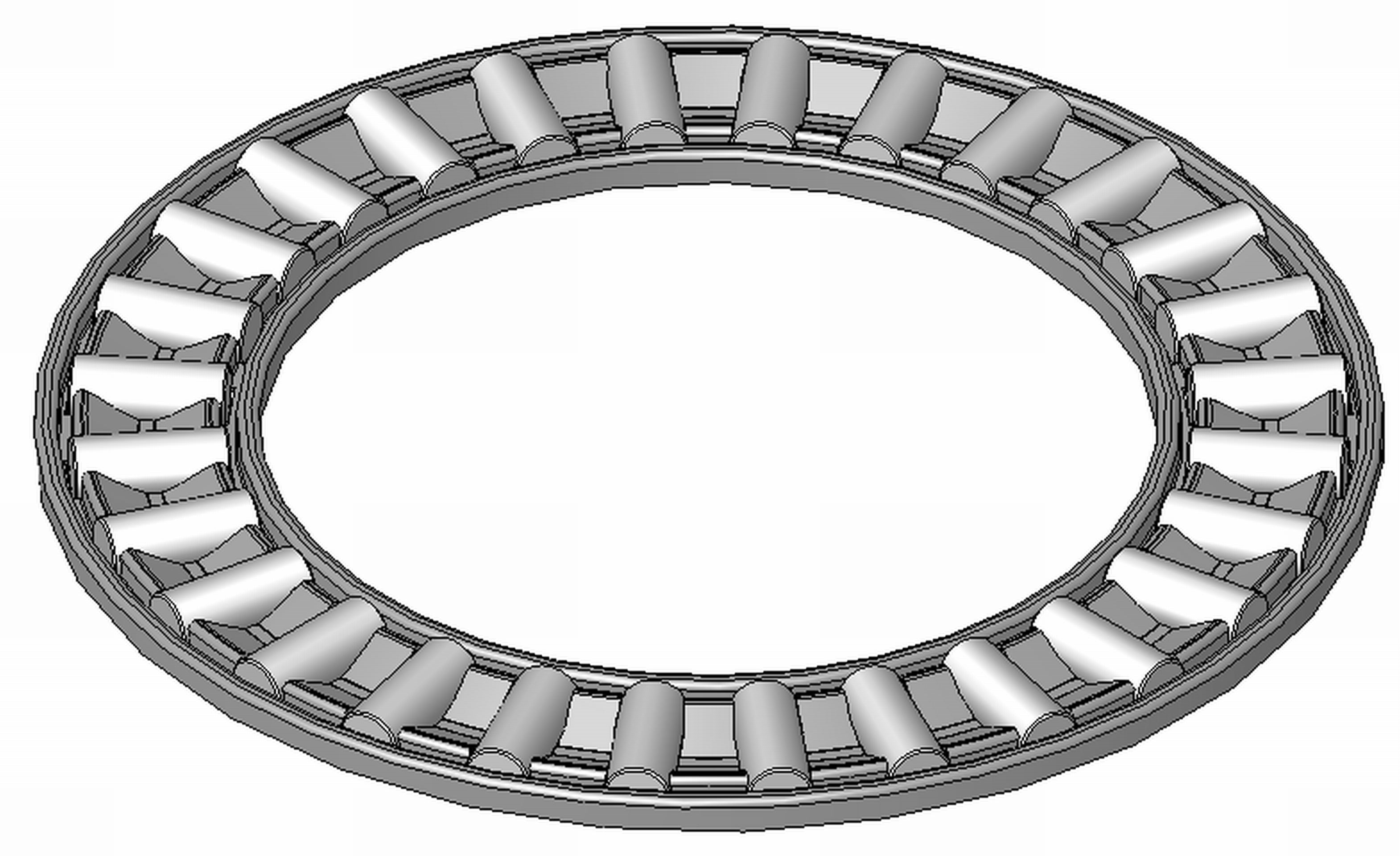
Axiální jehlové ložisko

Axiální jehlové ložisko je zvláštní, zcela odlišný, druh jehlového ložiska, jehož úkolem je přenášet axiální síly. V praxi se často vyskytuje v automatických převodovkách. Ve srovnání s jinými ložisky má omezené maximální otáčky.